# Campionato del mondo di arrampicata 2014
Il Campionato del mondo di arrampicata 2014 si è tenuto dal 21 al 23 agosto a Monaco di Baviera per la prova di boulder e dall'8 al 14 settembre a Gijón per le discipline lead e speed.

## Specialità lead

### Uomini
| Pos. | Atleta                   | Paese     |
| ---- | ------------------------ | --------- |
|      | Adam Ondra               | Rep. Ceca |
|      | Ramón Julián Puigblanque | Spagna    |
|      | Sachi Amma               | Giappone  |
| 4    | Domen Skofic             | Slovenia  |
| 5    | Jakob Schubert           | Austria   |
| 6    | Sean McColl              | Canada    |
| 7    | Romain Desgranges        | Francia   |
| 8    | Gautier Supper           | Francia   |
| 9    | Manuel Romain            | Francia   |
| 10   | Stefano Ghisolfi         | Italia    |

### Donne
| Pos. | Atleta           | Paese         |
| ---- | ---------------- | ------------- |
|      | Jain Kim         | Corea del Sud |
|      | Mina Markovič    | Slovenia      |
|      | Magdalena Röck   | Austria       |
| 4    | Hélène Janicot   | Francia       |
| 5    | Maja Vidmar      | Slovenia      |
| 6    | Anak Verhoeven   | Belgio        |
| 7    | Yuka Kobayashi   | Giappone      |
| 8    | Charlotte Durif  | Francia       |
| 9    | Akiyo Noguchi    | Giappone      |
| 10   | Evgenija Malamid | Russia        |

## Specialità boulder

### Uomini
| Pos. | Atleta                   | Paese     |
| ---- | ------------------------ | --------- |
|      | Adam Ondra               | Rep. Ceca |
|      | Jernej Kruder            | Slovenia  |
|      | Jan Hojer                | Germania  |
| 4    | Guillaume Glairon Mondet | Francia   |
| 5    | Dmitrij Šarafutdinov     | Russia    |
| 6    | Tsukuru Hori             | Giappone  |
| 7    | Mathias Conrad           | Germania  |
| 8    | Alban Levier             | Francia   |
| 9    | Sean McColl              | Canada    |
| 10   | Tomoa Narasaki           | Giappone  |

### Donne
| Pos. | Atleta          | Paese       |
| ---- | --------------- | ----------- |
|      | Juliane Wurm    | Germania    |
|      | Alex Puccio     | Stati Uniti |
|      | Akiyo Noguchi   | Giappone    |
| 4    | Shauna Coxsey   | Regno Unito |
| 5    | Melissa Le Neve | Francia     |
| 6    | Michaela Tracy  | Regno Unito |
| 7    | Monika Retschy  | Germania    |
| 8    | Petra Klingler  | Svizzera    |
| 9    | Mina Markovič   | Slovenia    |
| 10   | Fanny Gibert    | Francia     |

## Specialità speed

### Uomini
| Pos. | Atleta                | Paese     |
| ---- | --------------------- | --------- |
|      | Daniïl Boldyrjev      | Ucraina   |
|      | Stanislav Kokorin     | Russia    |
|      | Reza Alipourshena     | Iran      |
| 4    | Evgenij Vajcechovskij | Russia    |
| 5    | Marcin Dzieński       | Polonia   |
| 6    | Leonardo Gontero      | Italia    |
| 7    | Bassa Mawem           | Francia   |
| 8    | Libor Hroza           | Rep. Ceca |
| 9    | Aspar Jaelolo         | Indonesia |
| 10   | Quentin Nambot        | Francia   |

### Donne
| Pos. | Atleta               | Paese   |
| ---- | -------------------- | ------- |
|      | Alina Gajdamakina    | Russia  |
|      | Klaudia Buczek       | Polonia |
|      | Aleksandra Rudzińska | Polonia |
| 4    | Edyta Ropek          | Polonia |
| 5    | Marija Krasavina     | Russia  |
| 6    | Dar'ja Kan           | Russia  |
| 7    | Anna Cyganova        | Russia  |
| 8    | Julija Kaplina       | Russia  |
| 9    | Ksenija Polechina    | Russia  |
| 10   | Alla Marenyč         | Ucraina |